# Nazionale femminile di calcio del Giappone
La nazionale di calcio femminile del Giappone, nota anche come Nadeshiko Japan (なでしこ ジャパン), è la rappresentativa calcistica femminile del Giappone, ed è posta sotto l'egida della locale federazione calcistica (JFA).
In base alla classifica emessa dalla FIFA il 13 dicembre 2024, la nazionale femminile occupa l'8º posto del FIFA/Coca-Cola Women's World Ranking.
Come membro dell'AFC partecipa a vari tornei di calcio internazionali, come il Campionato mondiale FIFA, la Coppa d'Asia, i Giochi olimpici estivi e tornei ad invito come la SheBelieves Cup, l'Algarve Cup o la Cyprus Cup.
Nel 2011 la nazionale giapponese è diventata la prima asiatica a vincere la Coppa del mondo di calcio femminile, battendo gli Stati Uniti ai tiri di rigore; è inoltre arrivata seconda all'olimpiade del 2012 ed al mondiale 2015 (perdendo, in entrambi i casi, contro la nazionale statunitense), ed ha vinto la Coppa d'Asia nel 2014 e nel 2018. Tra le nazionali vincitrici del mondiale femminile, quella giapponese è l'unica a non avere vinto l'oro olimpico.

## Storia

### Anni '70 e '80
Il primo match affrontato dalla nazionale giapponese femminile è stato contro la nazionale di Taipei Cinese il 7 giugno. Nel 1984, la squadra nazionale è stata formata per la prima volta in tre anni per una spedizione in Cina e Takao Orii ha diretto la squadra nazionale.
Nel 1981, la Japan Football Association ha formato la prima squadra nazionale per l'AFC Women's Championship del 1981 e Seiki Ichihara è stato il primo allenatore della nazionale giapponese.
Nel gennaio del 1986, Ryohei Suzuki diventò il primo allenatore della nazionale a tempo pieno. Nel 1989 è stata istituita la "Japan Women's Football League" (abbreviata in "L. League") e la squadra nazionale femminile si è qualificata per il  "Campionato mondiale femminile FIFA 1991" in Cina.

### Il declino
La squadra nazionale di calcio femminile giapponese ha partecipato a vari tornei di campionato come le Olimpiadi estive del 1996 e la Campionato mondiale femminile FIFA del 1995, che hanno reso molto popolare la squadra nazionale e la L.League.

### La rinascita
Nell'agosto 2002, la federazione giapponese, nomina come allenatore Eiji Ueda, che era allenatore della nazionale femminile di Macao, dove era il nuovo coach. I funzionari si aspettavano una rivitalizzazione del calcio femminile e pianificarono una riorganizzazione della squadra, puntando alle Olimpiadi estive del 2004.
Ci fu un interesse molto elevato del pubblico per il calcio femminile, la JFA ha fatto un concorso pubblico per dare un soprannome alla squadra.  "Nadeshiko Japan" è stato scelto tra circa 2.700 voci ed è stato annunciato il 7 luglio 2004. "Nadeshiko", una specie di dianthus, deriva dalla frase "Yamato Nadeshiko" (大和撫子, "donna giapponese ideale").

#### Il campionato mondiale femminile 2003 e 2007

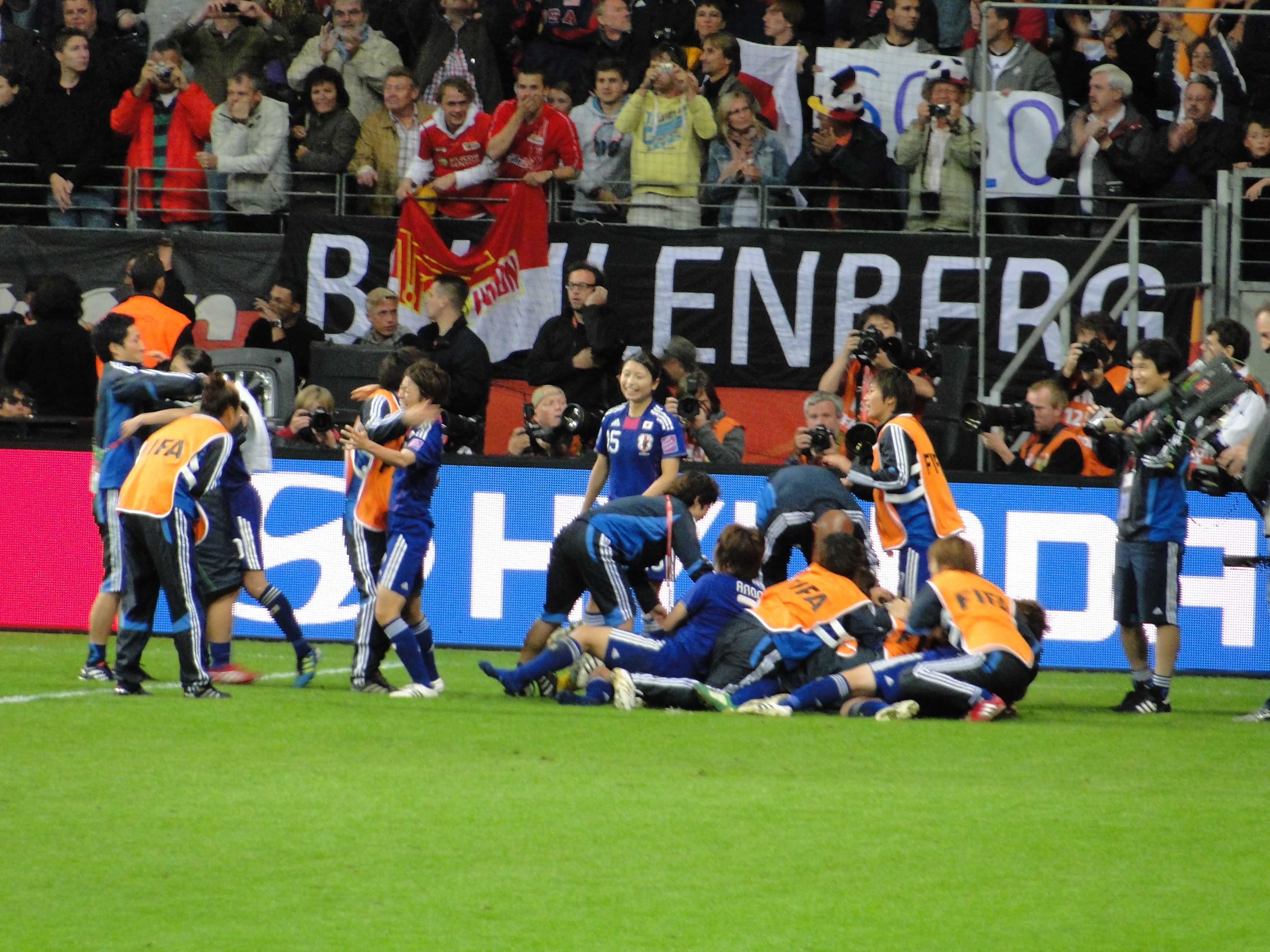
La squadra giapponese che festeggia la conquista del campionato mondiale 2011.

Nel 2003, al campionato mondiale femminile fu messo insieme al gruppo con Germania, Canada e Argentina. Persero contro l'Argentina, Germania e Canada, arrivando al 4º posto nel gruppo. Ancora una volta, nella Campionato mondiale femminile FIFA 2007 tenutasi in Cina, hanno nuovamente affrontato Germania, Argentina e Inghilterra. Hanno iniziato con un pareggio per 2–2 contro l'Inghilterra, prima di battere l'Argentina 1–0 dopo 90 '. Ma una sconfitta per 0-2 contro la Germania campione in carica ha nuovamente eliminato il Giappone dalla fase a gironi.

### L'era d'oro

#### Mondiali 2011
Il Giappone si è qualificato per le finali arrivando terzo nella Coppa d'Asia femminile AFC 2010. Nel girone è arrivato secondo dietro all'Inghilterra, ha battuto la due volte campione in carica (Germania), dopo ha sconfitto facilmente la Svezia e ha raggiunto la finale.
La partita finì 2-2 contro gli Stati Uniti, andando ai rigori hanno avuto la meglio le giapponesi con il risultato di 3 tiri contro 1, è diventata la prima squadra asiatica a vincere un mondiale femminile FIFA. In seguito al successo l'intera squadra è stata premiata dal Primo Ministro del Giappone con il People's Honour Award.

## Partecipazione ai tornei internazionali
Legenda: Grassetto: Risultato migliore, Corsivo: Mancate partecipazioni

## Selezionatori
- 1981: Seiki Ichihara (市原 聖曠)
- 1984: Takao Orii (折井 孝男)
- 1986-1989: Ryohei Suzuki (鈴木良平)
- 1989-1996: Tamotsu Suzuki (鈴木保)
- 1997-1999: Satoshi Miyauchi (宮内聡)
- 1999: Tamotsu Suzuki (鈴木保)
- 2000-2001: Shinobu Ikeda (池田司信)
- 2002-2004: Eiji Ueda (上田栄治)
- 2004-2007: Hiroshi Ohashi (大橋浩司)
- 2008-2015: Norio Sasaki (佐々木則夫)
- 2016-2021: Asako Takakura (高倉麻子)
- 2021-: Futoshi Ikeda

## Palmarès
- Campionato mondiale femminile di calcio: 1  (record asiatico)

Germania 2011
- Argento olimpico: 1  (record asiatico condiviso con la Cina)

Londra 2012
- Coppa d'Asia: 2

2014, 2018
- Giochi asiatici: 2

2010, 2018
- EAFF Women's Championship: 4

2008, 2010, 2019, 2022
- SheBelieves Cup: 1

2025

## Tutte le rose

### Mondiali femminili
Coppa del Mondo FIFA 19911 M. Suzuki, 2 Honda, 3 Watanabe, 4 Kaji, 5 Yamaguchi, 6 Takahagi, 7 Obe, 8 Matsuda, 9 Noda, 10 Takakura, 11 Kioka, 12 Sakata, 13 Kuroda, 14 Handa, 15 Nagamine, 16 Tezuka, 17 Mizuma, 18 Uchiyama, CT: T. Suzuki
Coppa del Mondo FIFA 19951 Ozawa, 2 Tōmei, 3 Yamaki, 4 Haneta, 5 Uno, 6 Nishina, 7 Sawa, 8 Takakura, 9 Kioka, 10 Noda, 11 Handa, 12 Obe, 13 Nagamine, 14 Kadohara, 15 Morimoto, 16 Otake, 17 Uchiyama, 18 Takeoka, 19 Onodera, 20 Sakata, CT: Suzuki
Coppa del Mondo FIFA 19991 Onodera, 2 Yamaki, 3 Nagadome, 4 Nakachi, 5 Sakai, 6 Nishina, 7 Tōmei, 8 Hara, 9 Uchiyama, 10 Sawa, 11 Otake, 12 Isozaki, 13 Yanagita, 14 Mitsui, 15 Isaka, 16 Kobayashi, 17 Omatsu, 18 Yamago, 19 Andō, 20 Nishigai, CT: Miyauchi
Coppa del Mondo FIFA 20031 Yamago, 2 Obe, 3 Isozaki, 4 Yamagishi, 5 Sakai, 6 Kobayashi, 7 Kawakami, 8 Miyamoto, 9 Arakawa, 10 Sawa, 11 Otani, 12 Onodera, 13 Nakachi, 14 Yano, 15 Miyazaki, 16 Yamamoto, 17 Yanagita, 18 Maruyama, 19 Sudo, 20 Miyama, CT: Ueda
Coppa del Mondo FIFA 20071 Fukumoto, 2 Isozaki, 3 Kinga, 4 Yano, 5 Yanagita, 6 Hara, 7 Miyamoto, 8 Sakai, 9 Arakawa, 10 Sawa, 11 Otani, 12 Yamago, 13 Andō, 14 Toyoda, 15 Iwashimizu, 16 Miyama, 17 Nagasato, 18 Ōno, 19 Sakaguchi, 20 Utsugi, 21 Amano, CT: Ohashi
Coppa del Mondo FIFA 20111 Yamago, 2 Kinga, 3 Iwashimizu, 4 Kumagai, 5 Yano, 6 Sakaguchi, 7 Andō, 8 Miyama, 9 Kawasumi, 10 Sawa, 11 Ōno, 12 Fukumoto, 13 Utsugi, 14 Kamionobe, 15 Sameshima, 16 Tanaka, 17 Nagasato, 18 Maruyama, 19 Takase, 20 Iwabuchi, 21 Kaihori, CT: Sasaki
Coppa del Mondo FIFA 20151 Fukumoto, 2 Kinga, 3 Iwashimizu, 4 Kumagai, 5 Sameshima, 6 Sakaguchi, 7 Andō, 8 Miyama, 9 Kawasumi, 10 Sawa, 11 Ōno, 12 Kamionobe, 13 Utsugi, 14 Tanaka, 15 Sugasawa, 16 Iwabuchi, 17 Ogimi, 18 Kaihori, 19 Ariyoshi, 20 Kawamura, 21 Yamane, 22 Nagasato, 23 Kitahara, CT: Sasaki
Coppa del Mondo FIFA 20191 Ikeda, 2 Utsugi, 3 Sameshima, 4 Kumagai, 5 Ichise, 6 Sugita, 7 Nakajima, 8 Iwabuchi, 9 Sugasawa, 10 Sakaguchi, 11 Kobayashi, 12 Minami, 13 Takarada, 14 Hasegawa, 15 Momiki, 16 Miyagawa, 17 Miura, 18 Yamashita, 19 Endō, 20 Yokoyama, 21 Hirao, 22 Shimizu, 23 Miyake, CT: Takakura
Coppa del Mondo FIFA 20231 Yamashita, 2 Shimizu, 3 Minami, 4 Kumagai, 5 Miyake, 6 Sugita, 7 Miyazawa, 8 Naomoto, 9 Ueki, 10 Nagano, 11 Mi. Tanaka, 12 Takahashi, 13 Endō, 14 Hasegawa, 15 Fujino, 16 Hayashi, 17 Seike, 18 Mo. Tanaka, 19 Moriya, 20 Hamano, 21 Hirao, 22 Chiba, 23 Ishikawa, CT: Ikeda

### Olimpiadi
Calcio ai Giochi Olimpici Estivi 19961 Ozawa, 2 Tōmei, 3 Yamaki, 4 Haneta, 5 Obe, 6 Nishina, 7 Sawa, 8 Takakura, 9 Kioka, 10 Noda, 11 Handa, 12 Uchiyama, 13 Otake, 14 Kadohara, 15 Izumi, 16 Onodera, CT: Suzuki
Calcio ai Giochi Olimpici Estivi 20041 Yamago, 2 Yano, 3 Isozaki, 4 Obe, 5 Kawakami, 6 Sakai, 7 Yamamoto, 8 Miyamoto, 9 Arakawa, 10 Sawa, 11 Otani, 12 Yamagishi, 13 Shimokozuru, 14 Maruyama, 15 Yanagita, 16 Kobayashi, 17 Andō, 18 Onodera, CT: Ueda
Calcio ai Giochi Olimpici Estivi 20081 Fukumoto, 2 Kinga, 3 Ikeda, 4 Iwashimizu, 5 Yanagita, 6 Kato, 7 Andō, 8 Miyama, 9 Arakawa, 10 Sawa, 11 Ōno, 12 Maruyama, 13 Hara, 14 Yano, 15 Sakaguchi, 16 Utsugi, 17 Nagasato, 18 Kaihori, CT: Sasaki
Calcio ai Giochi Olimpici Estivi 20121 Fukumoto, 2 Kinga, 3 Iwashimizu, 4 Kumagai, 5 Sameshima, 6 Sakaguchi, 7 Andō, 8 Miyama, 9 Kawasumi, 10 Sawa, 11 Ōno, 12 Yano, 13 Maruyama, 14 Tanaka, 15 Takase, 16 Iwabuchi, 17 Ogimi, 18 Kaihori, CT: Sasaki
Calcio ai Giochi Olimpici Estivi 20201 Ikeda, 2 Shimizu, 3 Takarada, 4 Kumagai, 5 Minami, 6 Sugita, 7 Nakajima, 8 Miura, 9 Sugasawa, 10 Iwabuchi, 11 Tanaka, 12 Endō, 13 Shiokoshi, 14 Hasegawa, 15 Momiki, 16 Miyagawa, 17 Kitamura, 18 Yamashita, 19 Miyake, 20 Hayashi, 21 Kinoshita, 22 Hirao, CT: Takakura
Calcio ai Giochi Olimpici Estivi 20241 Yamashita, 2 Shimizu, 3 Minami, 4 Kumagai, 5 Takahashi, 6 Koga, 7 Miyazawa, 8 Seike, 9 Ueki, 10 Nagano, 11 Tanaka, 12 Tanikawa, 13 Kitagawa, 14 Hasegawa, 15 Fujino, 16 Hayashi, 17 Hamano, 18 Hirao, CT: Ikeda

### Coppa d'Asia
Coppa d'Asia femminile 19811 Hase, 2 Iwaya, 3 Handa, 4 Homma, 5 Honda, 6 Ishida, 7 Iwata, 8 M. Kaneda, 9 S. Kaneda, 10 Kioka, 11 Kondo, 12 Mishima, 13 Shima, 14 Shimizu, 15 Shiraishi, CT: Ichihara
Coppa d'Asia femminile 19861 M. Suzuki, 2 Handa, 3 Hironaka, 4 Honda, 5 Kaji, 6 Kioka, 7 Matsuda, 8 Nagamine, 9 Noda, 10 Takahagi, 11 Takakura, 12 Tezuka, 13 Yamaguchi, CT: R. Suzuki
Coppa d'Asia femminile 1989P Sakata, P M. Suzuki, 3 Handa, 4 Hironaka, 5 Honda, 6 Ishibashi, 7 Kaji, 8 Kioka, 9 Kuroda, 10 Matsuda, 11 Matsunaga, 12 Nagamine, 13 Noda, 14 Takahagi, 15 Takakura, 16 Tezuka, 17 Watanabe, 18 Yamada, CT: T. Suzuki
Coppa d'Asia femminile 1991P Sakata, P M. Suzuki, 3 Handa, 4 Honda, 5 Ishibashi, 6 Kaji, 7 Kobayashi, 8 Kuroda, 9 Matsuda, 10 Matsunaga, 11 Mizuma, 12 Nagamine, 13 Noda, 14 Takahagi, 15 Takakura, 16 Tezuka, 17 Uchiyama, 18 Yamaguchi, CT: T. Suzuki
Coppa d'Asia femminile 1993P Ozawa, P Sakata, 3 Handa, 4 Haneta, 5 Kadohara, 6 Kioka, 7 Mizuma, 8 Morimoto, 9 Nagamine, 10 Noda, 11 Obe, 12 Sawa, 13 Takakura, 14 Tōmei, 15 Uno, 16 Yamaguchi, 17 Yamaki, CT: Suzuki
Coppa d'Asia femminile 1995P Onodera, P Sakata, 3 Handa, 4 Haneta, 5 Kadohara, 6 Kioka, 7 Morimoto, 8 Nagamine, 9 Nishina, 10 Noda, 11 Obe, 12 Otake, 13 Sawa, 14 Takakura, 15 Takeoka, 16 Tōmei, 17 Uchiyama, 18 Yamaki, CT: Suzuki
Coppa d'Asia femminile 1997P Yamago, 2 Isozaki, 3 Mitsui, 4 Morimoto, 5 Nakachi, 6 Nishina, 7 Obe, 8 Omatsu, 9 Otake, 10 Sakai, 11 Sawa, 12 Tōmei, 13 Uchiyama, 14 Umeoka, 15 Yamaki, 16 Yanagita, CT: Miyauchi
Coppa d'Asia femminile 1999P Miyamoto, P Yamago, 3 Aizawa, 4 Fujimura, 5 Hara, 6 Isaka, 7 Kasajima, 8 Kimura, 9 Mikami, 10 Mitsui, 11 Obe, 12 Otake, 13 Sakai, 14 Takakura, 15 Torigoe, 16 Uchiyama, 17 Yamagishi, CT: Suzuki
Coppa d'Asia femminile 2001P Onodera, P Yamago, 3 Fujimura, 4 Isaka, 5 Isozaki, 6 Ito, 7 Kasajima, 8 Kawakami, 9 Kimura, 10 Kobayashi, 11 Miyazaki, 12 Nakachi, 13 Obe, 14 Otani, 15 Sato, 16 Sawa, 17 Shikata, 18 Tsuchihashi, 19 Yamagishi, 20 Yanagita, CT: Ikeda
Coppa d'Asia femminile 20031 Yamago, 2 Obe, 3 Isozaki, 4 Yamagishi, 5 Sakai, 6 Kobayashi, 7 Kawakami, 8 Miyamoto, 9 Arakawa, 10 Sawa, 11 Otani, 12 Fukumoto, 13 Nakachi, 14 Miyazaki, 16 Yamamoto, 17 Suzuki, 18 Maruyama, 19 Ohno, 20 Miyama, 25 Yano, CT: Ueda
Coppa d'Asia femminile 2006P Fukumoto, 2 Andō, 3 Arakawa, 4 Isozaki, 5 Iwashimizu, 6 Miyama, 7 Nagasato, 8 Nakaoka, 9 Ōno, 10 Otani, 11 Sakai, 12 Sakaguchi, 13 Sawa, 14 Shikata, 15 Shimokozuru, 16 Yanagita, 17 Yano, CT: Ohashi
Coppa d'Asia femminile 2008P Fukumoto, P Kaihori, P Yamago, 4 Andō, 5 Arakawa, 6 Goto, 7 Ikeda, 8 Iwashimizu, 9 Kato, 10 Kawasumi, 11 Kinga, 12 Kitamoto, 13 Kumagai, 14 Maruyama, 15 Miyama, 16 Nagasato, 17 Ōno, 18 Sakaguchi, 19 Sameshima, 20 Sawa, 21 Shimokozuru, 22 Utsugi, 23 Yanagita, CT: Sasaki
Coppa d'Asia femminile 2010P Yamago, P Fukumoto, P Kaihori, D Sudo, D Kinga, D Yano, D Toyoda, D Iwashimizu, D Kumagai, C Sawa, C Miyama, C Kawasumi, C Minamiyama, C Kamionobe, C Nakano, C Sameshima, C Utsugi, C Sugasawa, A Andō, A Ōno, A Yamaguchi, A Nagasato, A Takase, CT: Sasaki
Coppa d'Asia femminile 20141 Fukumoto, 2 Ariyoshi, 3 Iwashimizu, 4 Obara, 5 Kamionobe, 6 Sakaguchi, 7 Maruyama, 8 Miyama, 9 Kawasumi, 10 Sawa, 11 Kira, 12 Nakajima, 13 Takase, 14 Kiryū, 15 Sugasawa, 16 Naomoto, 17 Ogimi, 18 Kaihori, 19 Utsugi, 20 Kawamura, 21 Yamane, 22 Norimatsu, 23 Kohata, 24 Sugita, 25 Goto, CT: Sasaki
Coppa d'Asia femminile 20181 Ikeda, 2 Utsugi, 3 Sameshima, 4 Kumagai, 5 Ichise, 6 Ariyoshi, 7 Nakajima, 8 Iwabuchi, 9 Kawasumi, 10 Mi. Sakaguchi, 11 Tanaka, 12 Naomoto, 13 Sugasawa, 14 Hasegawa, 15 Mo. Sakaguchi, 16 Sumida, 17 Takagi, 18 Yamashita, 19 Masuya, 20 Yokoyama, 21 Hirao, 22 Shimizu, 23 Miyake, CT: Takakura
Coppa d'Asia femminile 20221 S. Ikeda, 2 Shimizu, 3 Minami, 4 Kumagai, 5 Miyake, 6 Miyagawa, 7 Sumida, 8 Naomoto, 9 Sugasawa, 10 Iwabuchi, 11 Mi. Tanaka, 12 Norimatsu, 13 Endō, 14 Hasegawa, 15 Nagano, 16 Hayashi, 17 Narumiya, 18 Yamashita, 19 Ueki, 20 Takahashi, 21 Mo. Tanaka, 22 Takarada, 23 Miyazawa, CT: F. Ikeda

### Mundialito
Mundialito 1981P Hase, P Iwaya, 3 Handa, 4 Homma, 5 Honda, 6 Ishida, 7 Iwata, 8 M. Kaneda, 9 S. Kaneda, 10 Kioka, 11 Kondo, 12 Mishima, 13 Shima, 14 Shimizu, 15 Shiraishi, CT: Ichihara

### Torneo di Cina
Torneo di Cina 19841 Saito, 2 Honda, 3 Kioka, 4 Handa, 5 Yamaguchi, 6 Shiratori, 7 Yamada, 8 Hironaka, 9 Kakinami, 10 Matsuda, 11 Kubo, 12 Suzuki, 13 Noda, 14 Nagamine, 15 Kaneda, 16 Takakura, CT: Orii

## Rosa
Lista delle 18 giocatrici convocate dal selezionatore Futoshi Ikeda per il torneo femminile di calcio ai Giochi della XXXIII Olimpiade, in programma dal 24 luglio al 9 agosto 2024. A queste si aggiungono Shu Ohba, Rion Ishikawa, Miyabi Moriya e Remina Chiba, indicate come riserve. Presenze e reti al momento delle convocazioni. Numerazione come da lista FIFA.
| N. | Pos. | Giocatore       | Data nascita (età)          | Pres. | Reti | Squadra            |
| -- | ---- | --------------- | --------------------------- | ----- | ---- | ------------------ |
| 1  | P    | Ayaka Yamashita | 29 settembre 1995 (28 anni) | 70    | 0    | INAC Kobe Leonessa |
| 2  | D    | Risa Shimizu    | 15 giugno 1996 (28 anni)    | 78    | 4    | West Ham           |
| 3  | D    | Moeka Minami    | 7 dicembre 1998 (25 anni)   | 52    | 4    | Roma               |
| 4  | D    | Saki Kumagai    | 17 ottobre 1990 (33 anni)   | 151   | 2    | Roma               |
| 5  | D    | Hana Takahashi  | 19 febbraio 2000 (24 anni)  | 26    | 3    | Urawa Reds         |
| 6  | D    | Tōko Koga       | 6 gennaio 2006 (18 anni)    | 8     | 1    | Feyenoord          |
| 7  | C    | Hinata Miyazawa | 28 novembre 1999 (24 anni)  | 37    | 9    | Manchester United  |
| 8  | C    | Kiko Seike      | 8 agosto 1996 (27 anni)     | 21    | 7    | Urawa Reds         |
| 9  | A    | Riko Ueki       | 30 luglio 1999 (24 anni)    | 35    | 11   | West Ham           |
| 10 | C    | Fūka Nagano     | 9 marzo 1999 (23 anni)      | 39    | 1    | Liverpool          |
| 11 | A    | Mina Tanaka     | 28 aprile 1994 (30 anni)    | 80    | 36   | INAC Kobe Leonessa |
| 12 | C    | Momoko Tanikawa | 7 maggio 2005 (19 anni)     | 5     | 0    | Rosengård          |
| 13 | D    | Hikaru Kitagawa | 10 maggio 1997 (27 anni)    | 10    | 0    | INAC Kobe Leonessa |
| 14 | C    | Yui Hasegawa    | 29 gennaio 1997 (27 anni)   | 84    | 20   | Manchester City    |
| 15 | C    | Aoba Fujino     | 27 gennaio 2004 (20 anni)   | 22    | 5    | Tokyo Verdy Beleza |
| 16 | C    | Honoka Hayashi  | 19 maggio 1998 (24 anni)    | 33    | 2    | West Ham           |
| 17 | A    | Maika Hamano    | 9 maggio 2004 (20 anni)     | 10    | 2    | Chelsea            |
| 18 | P    | Chika Hirao     | 31 dicembre 1996 (27 anni)  | 8     | 0    | Albirex Niigata    |

## Record individuali

### Record presenze
| #  | Calciatrice      | Anno          | Presenze | Goal |
| -- | ---------------- | ------------- | -------- | ---- |
| 1  | Homare Sawa      | 1993–2015     | 205      | 83   |
| 2  | Aya Miyama       | 2003–2016     | 162      | 38   |
| 3  | Shinobu Ohno     | 2003–2016     | 139      | 40   |
| 4  | Yuki Nagasato    | 2004–2016     | 132      | 58   |
| 5  | Saki Kumagai     | 2008–presente | 129      | 1    |
| 6  | Kozue Ando       | 1999–2015     | 126      | 19   |
| 7  | Mizuho Sakaguchi | 2006–2019     | 124      | 29   |
| 8  | Azusa Iwashimizu | 2006–2016     | 122      | 11   |
| 9  | Hiromi Ikeda     | 1997–2008     | 119      | 4    |
| 10 | Tomoe Kato       | 1997–2008     | 114      | 8    |

### Record reti
| # | Calciatrice      | Anno          | Goal | Presenze |
| - | ---------------- | ------------- | ---- | -------- |
| 1 | Homare Sawa      | 1993–2015     | 83   | 205      |
| 2 | Yuki Nagasato    | 2004–2016     | 58   | 132      |
| 3 | Kaori Nagamine   | 1984–1996     | 48   | 64       |
| 4 | Shinobu Ohno     | 2003–2016     | 40   | 139      |
| 5 | Aya Miyama       | 2003–2016     | 38   | 162      |
| 6 | Mana Iwabuchi    | 2010–presente | 37   | 80       |
| 7 | Mio Otani        | 2000–2007     | 31   | 73       |
| 8 | Futaba Kioka     | 1981–1996     | 30   | 75       |
| 9 | Mizuho Sakaguchi | 2006–2019     | 29   | 124      |
| 9 | Asako Takakura   | 1984–1999     | 29   | 79       |